# Sowjetisch-Litauischer Friedensvertrag

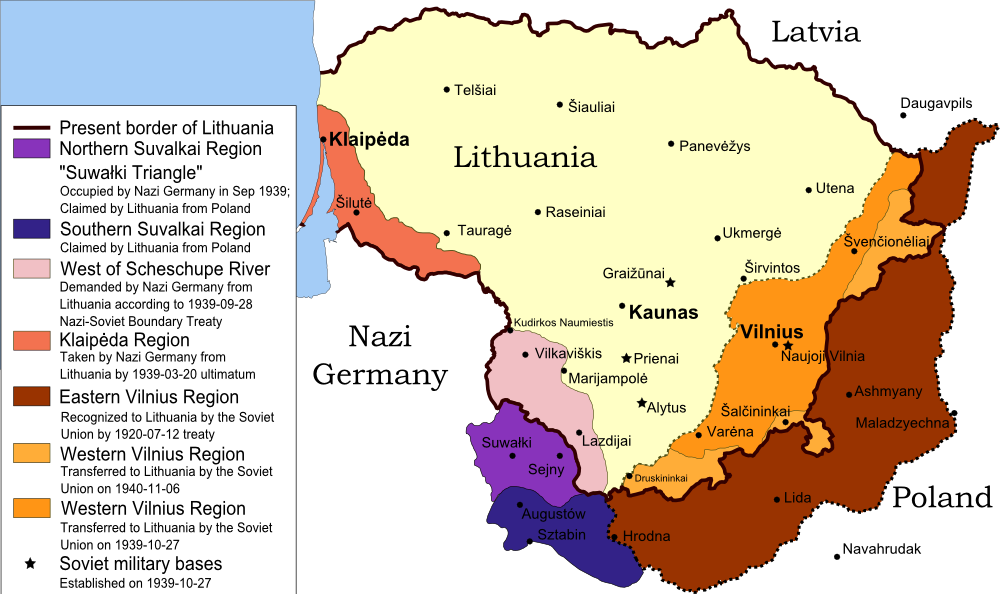
Territoriale Änderungen des litauischen Staatsgebiets 1920–1940: Heutige Grenze Litauens (seit 1940/1945/1991) Grenze des Vilnius-Gebietes: polnisches Gebiet; durch Litauen beansprucht (basierend auf dem Sowjetisch-Litauischen Friedensvertrag von 1920); durch die Sowjetunion im Gefolge des Hitler-Stalin-Pakts im September 1939 annektiert Sowjetische Militärbasen in Litauen, eingerichtet in Folge des Sowjetisch-Litauischen Beistandsvertrages, unterzeichnet am 10. Oktober 1939

Der Sowjetisch-Litauische Friedensvertrag, auch Moskauer Friedensvertrag, war ein Friedensvertrag zwischen Litauen und Sowjetrussland, der am 12. Juli 1920 unterzeichnet wurde. Er beendete den Litauisch-Sowjetischen Krieg. Die Sowjets erkannten mit dem Vertrag die Unabhängigkeit Litauens an, als Gegenteilung für die Neutralität Litauens und die Erlaubnis, Litauens Staatsgebiet für seine Truppen während des Polnisch-Sowjetischen Kriegs zu nutzen.

## Hintergrund
Litauen gehörte ab dem Ende des 18. Jahrhunderts durch die Teilungen Polens zum Russischen Kaiserreich. Durch die Ereignisse des Ersten Weltkriegs kam es 1917 zur Oktoberrevolution in Russland und am 16. Februar 1918 zur Unabhängigkeitserklärung Litauens. Im März unterzeichneten die Bolschewiki den Vertrag von Brest-Litowsk und verzichteten auf jegliche Ansprüche auf die baltischen Staaten, einschließlich Litauen. Ende Dezember 1918 drangen bolschewistische Truppen, die den sich zurückziehenden Deutschen Truppen folgten, in litauisches Gebiet ein. In Vilnius riefen die Bolschewiki eine sowjetische Marionettenregierung unter der Führung von Vincas Mickevičius-Kapsukas aus. Im Februar 1919 wurde die Litauische Sozialistische Sowjetrepublik mit der Sozialistischen Sowjetrepublik Weißrussland zur Litauisch-Weißrussische Sozialistischen Sowjetrepublik zusammengelegt. Nach einer erfolgreichen litauischen Gegenoffensive verlor diese Sowjetrepublik allerdings den Großteil ihres Territoriums und wurde von den Sowjets wieder aufgelöst.

## Verhandlungen und Abschluss des Vertrags
Als die Bolschewiki aus dem Baltikum zurückgedrängt wurden, bemühte sich Lenin um Friedensverträge, auch da der Russische Bürgerkrieg noch in vollem Gange war. Der erste litauisch-russische Verhandlungsversuch fand am 11. September 1919 statt, als der Volkskommissar für Auswärtige Angelegenheiten von Sowjetrussland, Georgi Tschicherin, eine Note mit einem Vorschlag für einen Friedensvertrag schickte. Dies war eine faktische Anerkennung des litauischen Staates. Litauen fürchtete bei einer Verhandlung mit dem kommunistischen Russland in Europa isoliert zu werden und ging deshalb auf das Angebot nicht ein.
Erst als sich Litauen auf die ersten demokratischen Wahlen zur Verfassunggebenden Versammlung Litauens vorbereitete, drängte der Wahlkampf die Regierung zur Aufnahme von Verhandlungen. Am 31. März 1920 teilte der litauische Außenminister Augustinas Voldemaras sowjetischen Diplomaten mit, dass Litauen zur Aufnahme von Gesprächen bereit sei, wenn Moskau Litauen innerhalb seiner ethnisch litauischen Gebiete und mit Vilnius als Hauptstadt anerkenne. Die Sowjets erklärten sich bereit, Litauen das Gebiet um Vilnius zuzuerkennen, wenn Litauen sich bereit erklären würde, ein Militärbündnis gegen Polen zu schließen, das sich grade im Krieg mit Sowjetrussland in der Offensive befanden. Die Verhandlungen waren langwierig und schwierig. Während die Russen gegenüber den Polen, die im Mai 1920 Kiew einnahmen, an Boden verloren, versuchten die Litauer, die Gespräche zu verzögern. Am 22. Mai 1920 drohte die litauische Delegation sogar damit, sich aus den Friedensgesprächen zurückzuziehen. Als sich die Lage jedoch änderte und Russland erfolgreich zum Gegenangriff überging, wurden die Litauer unter Druck gesetzt, den Vertrag am 12. Juli zu unterzeichnen.

## Vertragsbedingungen
Der Friedensvertrag umfasste 19 Artikel. In Artikel 1 wurde festgelegt, dass Russland die Unabhängigkeit Litauens ohne Vorbehalte anerkennt und freiwillig auf jegliche territorialen Ansprüche verzichtet. Artikel 2 sprach Litauen die Region um Vilnius zu, welche auch von Polen beansprucht wurde. Die Sowjets erklärten sich bereit Reparationen für Kriegsschäden an Litauen zu zahlen und Kriegsgefangene wurden ausgetauscht. Der Vertrag enthielt auch eine Geheimklausel, die es den sowjetischen Streitkräften erlaubte, sich während der Dauer der sowjetischen Feindseligkeiten mit Polen ungehindert auf dem von der Sowjetunion anerkannten litauischen Territorium zu bewegen. Diese Klausel stellte die litauische Neutralität im laufenden polnisch-sowjetischen Krieg in Frage.

## Folgen
Während der Verhandlungen und der Unterzeichnung des Vertrags wurde der größte Teil des Litauen vertraglich zugesprochenen Gebiets bereits von den bolschewistischen Streitkräften kontrolliert. Während sich die Polen aus Westrussland zurückzogen, versuchte Litauen, die im Vertrag festgelegten Grenzen zu sichern. Litauische Truppen überquerten am 19. Juli 1920 die Foch-Linie und versuchten, die Kontrolle über die von der Sowjetunion an Litauen abgetretenen Gebiete zu erlangen; sie rückten trotz polnischer Proteste rasch vor und lieferten sich in mehreren Fällen Gefechte mit den sich zurückziehenden polnischen Truppen. Die Sowjets planten ursprünglich ein neuerliches Marionettenregime in Litauen zu installieren. Die Pläne kamen nicht zustande, da Polen die sowjetischen Streitkräfte in der Schlacht von Warschau zwischen dem 13. und 25. August besiegen konnte. Am 26. August, als sich die polnische Armee den südlichen Grenzen Litauens näherte, übergaben die Sowjets schließlich Vilnius der litauischen Kontrolle und die Rote Armee zog sich zurück. Im Oktober 1920 konnte Polen die Kontrolle über Vilnius gewinnen und die Republik von Mittellitauen als Marionettenstaat ausrufen, welcher zwei Jahre später Polen angeschlossen wurde. Litauen verlor so die Kontrolle über die Region Vilnius, konnte jedoch seine Unabhängigkeit sichern. Nach dem Beginn der Sowjetische Besetzung Ostpolens wurde 1939 ein weiteres Abkommen zwischen Litauen und der Sowjetunion geschlossen, welches Litauen die Kontrolle über Vilnius im Gegenzug für die Stationierung sowjetischer Truppen im Land erlaubte. Dieses Abkommen ebnete den Weg für die bald darauf folgende Annexion Litauens in die Sowjetunion.